# بریت مک‌کیلیپ
بریت مک‌کیلیپ (انگلیسی: Britt McKillip؛ زادهٔ ۱۸ ژانویهٔ ۱۹۹۱) بازیگر و موسیقی‌دان اهل کانادا است. وی از سال ۱۹۹۸ میلادی تاکنون مشغول فعالیت بوده‌است.
از فیلم‌ها یا مجموعه‌های تلویزیونی که وی در آن‌ها نقش داشته‌است، می‌توان به مرده مثل من، فیلم پونی کوچولو، ترفند درمان و زیکس اشاره نمود.